# ام بور
ام بور (به لاتین: M'Bour) یک منطقهٔ مسکونی در سنگال است که در M'bour Department واقع شده‌است.